# Spexmakaren
Spexmakaren (engelska: The Comedy Man) är en brittisk dramafilm från 1964 i regi av Alvin Rakoff.

## Handling
Skådespelaren Chick Byrd har inte haft några större framgångar i livet. Alltför medveten om att han inte längre är ung gör Chick ett sista försök att lyckas i London.

## Rollista i urval
- Kenneth More - Chick Byrd
- Cecil Parker - Thomas Rutherford
- Dennis Price - Tommy Morris
- Billie Whitelaw - Judy
- Norman Rossington - Theodore Littleton
- Angela Douglas - Fay Trubshaw
- Edmund Purdom - Julian Baxter
- Frank Finlay - Prout
- Alan Dobie - Jack Lavery
- J.G. Devlin - Sloppitt